# 阿爾梅里亞省
阿爾梅里亞省（西班牙語：Provincia de Almería）是西班牙南部的一個省份，位於安達魯西亞自治區的東部。它的四周有格拉納達省、穆爾西亞以及地中海。首府為阿爾梅里亞。
阿爾梅利亞省土地面積為 8,769 km²，人口有 546,499（2002年），總共有 101 個自治市。

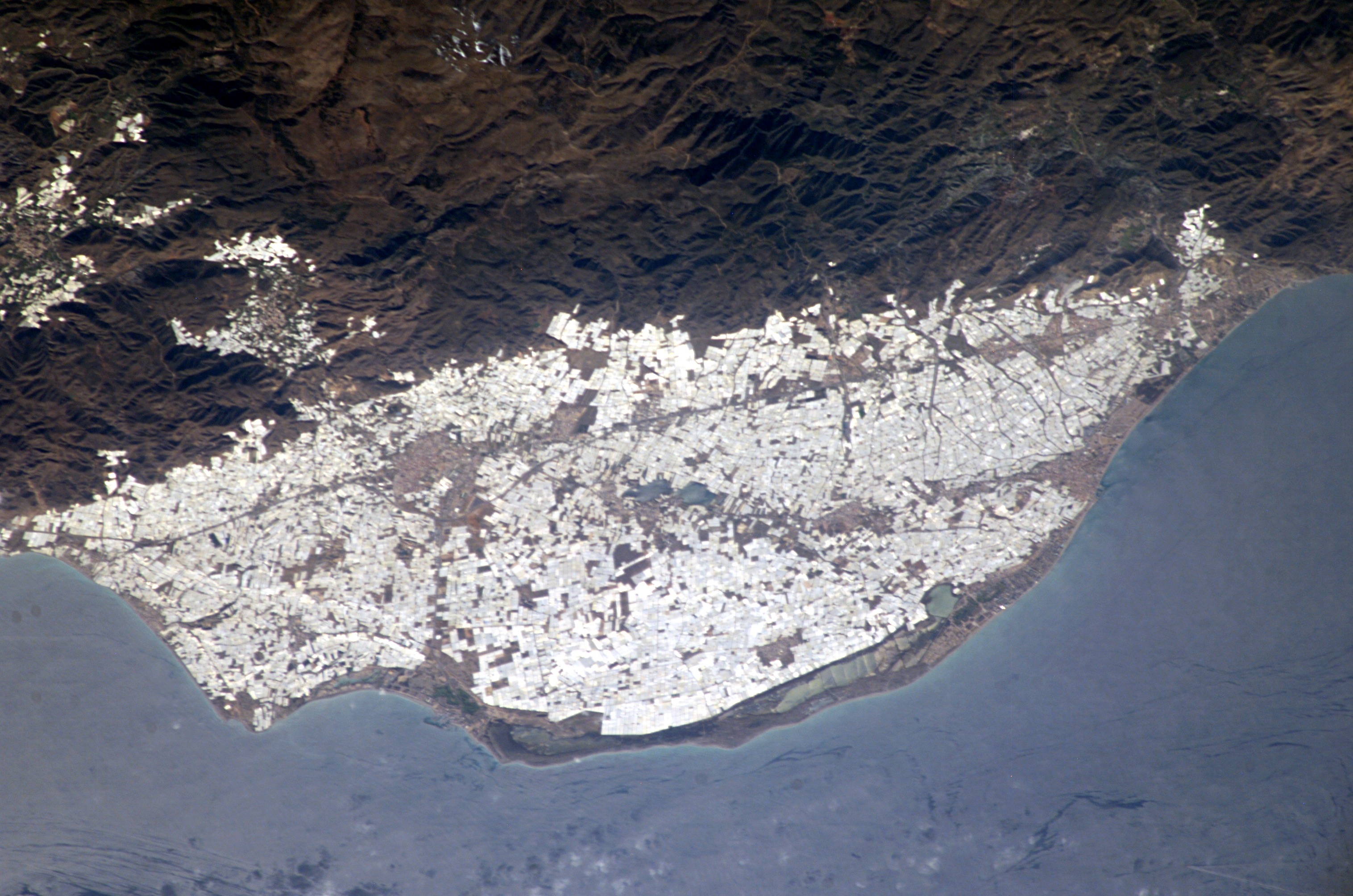
国际空间站上拍摄的卫星照片：密布的温室大棚

阿尔梅里亚省干旱少雨。1956年当地勘探到深层地下水后，灌溉农业得到发展。1971年引入滴灌技术，不需人工增温的日光温室快速普及，生产的蔬菜瓜果等农产品的出口量大增，主要出口西班牙以北的欧洲发达国家。20世纪90年代以后，该地温室农业进入集温室安装维护、良种培育与供应销售、物流等为一体的集群式发展阶段，产品出口量加速增长。因为温室大棚密布，西班牙人称此地区为塑料之海（Mar de plástico）。

## 行政區劃
阿爾梅里亞省共下轄103個市鎮。

## 圖集

阿爾梅里亞省徽章
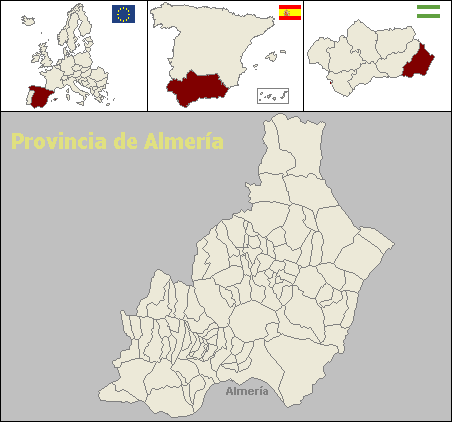
阿爾梅里亞省